# Ejército de Andalucía
El Ejército de Andalucía fue una unidad el Ejército Popular de la República que operó durante la guerra civil española. Pese al nombre, bajo su jurisdicción se hallaban las fuerzas republicanas desplegadas únicamente en Andalucía Oriental.

## Historial
El Ejército de Andalucía fue creado el 19 de octubre de 1937, como una nueva formación desgajada del desaparecido Ejército del Sur republicano. Tuvo su cuartel general en la localidad granadina de Baza. Desde su creación estuvo formado por dos Cuerpos de ejército, el IX y el XXIII, que cubrían el frente que iba desde el sector de Villa del Río hasta el Mar Mediterráneo. No obstante, durante la mayor parte de su existencia el ejército apenas si tuvo una actividad militar destacada. El Ejército de Andalucía llegó a editar en Baza un diario, Sur, entre 1938 y 1939. A lo largo de su historia llegó a tener varios comandantes, entre los que destacan el coronel Adolfo Prada Vaquero y el general Domingo Moriones Larraga. Aunque el general Moriones apoyó el golpe de Casado hacia el final de la contienda, los casadistas le sustituyeron el coronel Francisco Menoyo Baños. El Ejército de Andalucía se autodisolvió a finales de marzo de 1939.

## Mandos
Comandantes
- coronel de infantería Adolfo Prada Vaquero;
- coronel de caballería Segismundo Casado;
- general de brigada Domingo Moriones Larraga;
- coronel de ingenieros Francisco Menoyo Baños;

Comisario
- Serafín González Inestal,[6] de la CNT;

Jefes de Estado Mayor
- teniente coronel Eugenio Galdeano Rodríguez;[7]

Jefe de Operaciones
- coronel de infantería Antonio Gómez de Salazar;[8]

Comandante general de Artillería
- teniente coronel de artillería Gerardo Armentia Palacios;[9]
- coronel de artillería José Valcázar Crespo;

Comandante general de Ingenieros
- teniente coronel de ingenieros Manuel Mendicuti Palou;
- teniente coronel de ingenieros Juan Castellano Gállego;

## Orden de batalla

### Abril de 1938
| Cuerpos de Ejército      | Divisiones adscritas | Sector                |  |
|                          |                      |                       |  |
| IX Cuerpo de Ejército    | 20.ª, 21.ª, 54.ª     | Jaén-Granada          |  |
| XXIII Cuerpo de Ejército | 23.ª, 71.ª           | Granada-Sierra Nevada |  |